# Histeromerinae
Histeromerinae — подсемейство стебельчатобрюхих перепончатокрылых семейства браконид.

## Описание
Задний базитарзус длинный, примерно в два раза длиннее второго-пятого сегментов, вместе взятых. Передняя голень с многочисленными шипиками. Высота лица заметно меньше длины лба. Развит широкий посттенальный мост. Развит затылочный валик. Первый брюшной тергит без дорсопе. Тело сплошь гладкое. В заднем крыле присутствует возвратная жилка.

## Экология
Являются эктопаразитами личинок жуков-ксилофагов

## Систематика
В составе подсемейства:
- Histeromerus Wesmael, 1838